# Walter Determann
Walter Determann (* 7. Februar 1889 in Hannover; † 27. Juni 1960 in Weimar) war ein deutscher Maler.

## Leben
Determann machte eine kaufmännische Lehre in Hannover und studierte anschließend ab 1912 Malerei bei Henry van de Velde an der Großherzoglich Sächsischen Hochschule für Bildende Kunst in Weimar und ab 1914 als Meisterschüler bei Fritz Mackensen und Julius Garibaldi Melchers. „Nach dem Ersten Weltkrieg gehörte er zu einem kleinen Kreis von aufgeschlossenen Künstlern, deren Geisteshaltung ganz im Zeichen des späteren Bauhauses stand.“ 1919 kam Determann als einer der ersten Studenten an das neu gegründete Weimarer Bauhaus. Dort studierte er bei Walter Gropius und Adolf Meyer. Aus den Protokollen des Meisterrats geht hervor, dass er ein bemerkenswert guter Schüler war. Er wurde einer der von der Gesamtheit der Studentenschaft gewählten Obleute und gehörte zu den Mitarbeitern der studentischen Zeitschrift Der Aufruf. Überliefert ist, dass er 1919 vom Meisterrat ein Stipendium zuerkannt erhielt und mit der Bemalung von zwei Schränken im Sekretariat beauftragt wurde. Nachdem die Bauhaus-Siedlungsgenossenschaft gegründet worden war, entwarf Determann für diese 1920 eine Siedlung, für die Walter Gropius die soziale Struktur vorgegeben hatte. Vor allem durch diese Arbeit wurde er bekannt.
Noch vor dessen Umzug nach Dessau trennte Determann sich vom Bauhaus und machte sich als Maler selbständig. 1922 erwarb er in Weimar eine Jugendstilvilla, mit deren zeitgemäßer Umgestaltung er den mit ihm befreundeten Adolf Meyer beauftragte. Der Plan wurde jedoch nur in geringem Umfang realisiert. 1929 ließ Determann das Gartenhaus als Atelier umbauen. 1931 vergab er einen neuen Auftrag an Ernst Neufert, der mit ihm ans Bauhaus gekommen war. Von 1926 bis 1929 unternahm Determann mehrere Studienreisen, ehe er sich als Maler wieder der Thüringer Landschaft zuwendete. 1929 gehörte er einer „Thüringer Gruppe“, u. a. mit Alfred Ahner, Oswald Baer, Otto Herbig, Karl Pietschmann und Alexander von Szpinger an. In der Zeit des Nationalsozialismus war er obligatorisch Mitglied der Reichskammer der bildenden Künste.
Zu Determanns Gesamtwerk gehören expressive, farbenfrohe Landschaften (beeinflusst durch Studienreisen nach Spanien und in die Provence 1926 bis 1929), Stillleben, Porträts, Aktstudien, Aquarelle und Holzschnitte. Er lebte und arbeitete bis zuletzt in Weimar.
Determann ist der Großvater von Christine Lieberknecht.

## Werke (Auswahl)
- Blick aus dem Webicht bei Weimar (1920, Öl, 53 × 60 cm; Thüringer Museum Eisenach, Inv. 16408)

- November (Öl; 1947 in Erfurt auf der 1. Landesausstellung Bildender Künstler Thüringens)

- Puppenklinik (?) (um 1953, Öl)[9][10]

## Weitere Ausstellungen (unvollständig)
- 1939: Weimar, Thüringer Ausstellungsverein Bildender Künstler
- 1948: Weimar, Schloss („Künstler schaffen. 1945–1948“)
- 1954, 1961: Weimar, Städtisches Kunst-Kabinett